# Панування (Ангели)

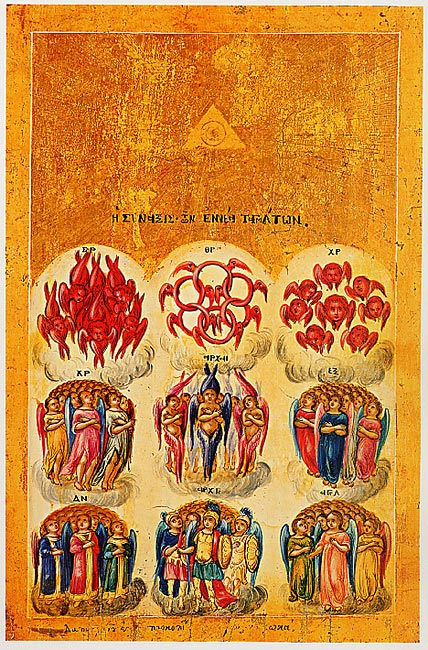
Дев'ять ангельських чинів

Панування або Господства (дав.-гр. κυριότητες, лат. dominationes, завжди мн.ч.) — ангельський чин. У ангельської ієрархії належить другій тріаді ( другий лик, рівень), куди також входять Сили і Влади. Володарюють над подальшими чинами ангелів. Вони наставляють поставлених від Бога земних володарів мудрому керуванню. Панування вчать володіти почуттями, приборкувати гріховні прагнення, поневолювати плоть духу, панувати над своєю волею, перемагати спокуси.

## Церковні джерела

### Новий Завіт
У Новому Завіті Панування згадує у своїх посланнях апостол Павло. У Посланні до Колосян пише: «бо Ним створено все, що на небесах і що на землі, видиме і невидиме; чи престоли, чи господства, чи начальства, чи влади, — усе Ним i для Нього створено;» (Кол 1:16).
що згодом послужило основою суперечок про відносне старшинство ангельських чинів.
Також в посланні до Ефесян сказано: «вище від усякого начальства‚ i влади, i сили, i панування, i всякого імені, названого не тільки в цьому віці, але і в майбутньому…» (Еф 1:21).

### Священне передання
Панування в Священному Переданні Церкви, незмінно розглядаються як один з ангельських чинів, багаторазово згадуються у церковних письменників, святих отців, а також в літургійних текстах. Так, Панування згадуються в анафорах літургії святителя Василія Великого: грец. Σὲ Υὰρ αἰνοῦσιν ΑΥΥελοι, ΑρχάΥΥελοι, Θρόνοι, Κυριότητες :, в Апостольських постановах (VIII 12. 27) і так далі.

## Місце у ієрархії
Довгий час вчення про ієрархію ангельських чинів залишалося несистематизованим. Місце Панування в ангельській ієрархії у ранніх Отців Церкви остаточно визначилося також не відразу.
Григорій Богослов називає Панування при перерахуванні дев'яти ангельських чинів на 4-му місці після ангелів, архангелів і престолів. Сам святитель писав, що ангели «від Першої Причини опромінюються найчистішим осяянням», або Першим Світлом, переданням якого вони можуть виховувати інших. Тим не менш, Православна енциклопедія робить застереження, що стосовно до даного перерахування «немає достатніх підстав вважати, що свт. Григорій перераховує їх строго „по мірі єства і чину“».